# I liga polska w piłce siatkowej kobiet (1968/1969)
I liga polska w piłce siatkowej kobiet 1968/1969 – 33. edycja rozgrywek o mistrzostwo polski w piłce siatkowej kobiet.

## Drużyny uczestniczące
| | I liga 1968/1969  |    |      |
| --- | ----------------- | -- | ---- |
| ŁÓD | Start Łódź        | 1  | PEMK |
| LEG | Legia Warszawa    | 2  |      |
| KRA | Wisła Kraków      | 3  |      |
| GDA | AZS Gdańsk        | 4  |      |
| WAR | AZS AWF Warszawa  | 5  |      |
| ŚWI | Polonia Świdnica  | 6  |      |
| KAT | Kolejarz Katowice | 7  |      |
| WAR | Spójnia Warszawa  | 8  |      |
| GDY | Start Gdynia      | 9  |      |
| TOR | Budowlani Toruń   | 10 |      |
| | Awans z II ligi   |    |      |
| ŁÓD | ŁKS Łódź          |    |      |
| WRO | Odra Wrocław      |    |      |
| Oznaczenia: - kolumna pierwsza – skróty nazw drużyn wpisane na mapie (jeśli ta została zamieszczona), - kolumna trzecia – miejsce zajęte przez daną drużynę w poprzednim sezonie. |                   |    |      |

## Rozgrywki
Tabela
| Lp. | Drużyna           | Pkt | Mecze | Mecze | Mecze | Sety | Sety | Sety  |
| Lp. | Drużyna           | Pkt | M     | W     | P     | wyg. | prz. | ratio |
| --- | ----------------- | --- | ----- | ----- | ----- | ---- | ---- | ----- |
| 1.  | TS Wisła Kraków   | 42  | 22    | 20    | 2     | 64   | 12   | 5.333 |
| 2.  | Legia Warszawa    | 40  | 22    | 18    | 4     | 59   | 25   | 2.360 |
| 3.  | Start Łódź        | 40  | 22    | 18    | 4     | 57   | 22   | 2.591 |
| 4.  | AZS AWF Warszawa  | 38  | 22    | 16    | 6     | 53   | 34   | 1.559 |
| 5.  | Polonia Świdnica  | 34  | 22    | 12    | 10    | 46   | 45   | 1.022 |
| 6.  | Odra Wrocław      | 33  | 22    | 11    | 11    | 45   | 42   | 1.071 |
| 7.  | AZS Gdańsk        | 33  | 22    | 11    | 11    | 40   | 37   | 1.081 |
| 8.  | Start Gdynia      | 30  | 22    | 8     | 14    | 32   | 49   | 0.653 |
| 9.  | Starówka Warszawa | 28  | 22    | 6     | 16    | 27   | 50   | 0.540 |
| 10. | ŁKS Łódź          | 27  | 22    | 5     | 17    | 27   | 57   | 0.474 |
| 11. | Kolejarz Katowice | 27  | 22    | 5     | 17    | 25   | 54   | 0.463 |
| 12. | Budowlani Toruń   | 24  | 22    | 2     | 20    | 14   | 62   | 0.226 |

     spadek do II ligi

## Klasyfikacja końcowa
| Miejsce | Drużyna           |
| ------- | ----------------- |
| 1.      | Wisła Kraków      |
| 2.      | Legia Warszawa    |
| 3.      | Start Łódź        |
| 4.      | AZS AWF Warszawa  |
| 5.      | Polonia Świdnica  |
| 6.      | Odra Wrocław      |
| 7.      | AZS Gdańsk        |
| 8.      | Start Gdynia      |
| 9.      | Spójnia Warszawa  |
| 10.     | ŁKS Łódź          |
| 11.     | Kolejarz Katowice |
| 12.     | Budowlani Toruń   |

     spadek do II ligi